# Pontolívado
Pontolívado (Pontolivado) är en ort i Grekland.   Den ligger i prefekturen Nomós Kaválas och regionen Östra Makedonien och Thrakien, i den nordöstra delen av landet, 300 km norr om huvudstaden Aten. Pontolívado ligger 20 meter över havet och antalet invånare är 282.
Terrängen runt Pontolívado är kuperad åt nordväst, men åt sydost är den platt. Havet är nära Pontolívado åt sydväst. Runt Pontolívado är det ganska tätbefolkat, med 54 invånare per kvadratkilometer. Närmaste större samhälle är Kavála, 15,0 km väster om Pontolívado. Trakten runt Pontolívado består till största delen av jordbruksmark.